# Filadelfia (Italia)
(Elia Serrao, da De tremuoti e della nuova Filadelfia in Calabria)
Filadelfia (IPA: [filaˈdɛlfja], Filadelfia anche in dialetto locale) è un comune italiano di 4 982 abitanti della provincia di Vibo Valentia in Calabria.
Fu fondata nel 1783, in pieno periodo illuminista, come nuova città per gli abitanti della vecchia Castelmonardo, distrutta da un potente sisma e le fu conferito il titolo di città il 27 giugno del 1787 da Ferdinando I delle Due Sicilie, su esplicita richiesta del vescovo Giovanni Andrea Serrao, tra i fondatori di Filadelfia.
Il comune fa parte della comunità montana Serre Calabre.

## Geografia fisica

### Territorio

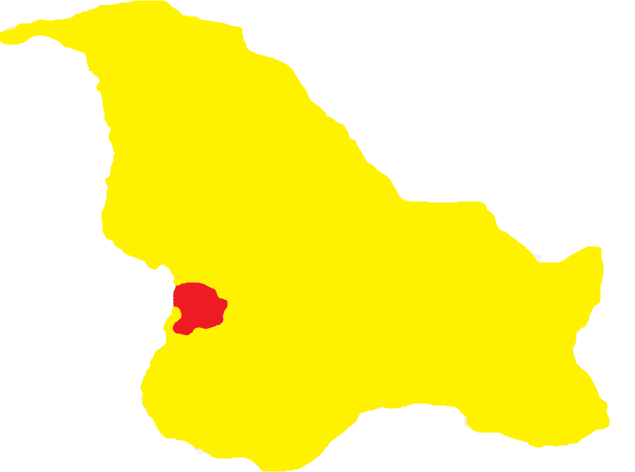
Area urbana di Filadelfia (in rosso) nell'intero territorio comunale

Filadelfia si colloca nella zona centrale della Calabria, in una zona prevalentemente collinare, chiamata Piano della Gorna, a pochi chilometri dal mar Tirreno. È circondata nel lato est da dei monti, ricchi di vegetazione e di sorgenti d'acqua. Nelle vicinanze del paese si trova il lago Angitola, di origine artificiale.
Filadelfia si trova nella zona sismica 1, ovvero a pericolosità sismica alta.

### Clima
Filadelfia, non essendo bagnata dal mare ed essendo situata ad una notevole altitudine, ha un clima generalmente più fresco della media regionale.
Il comune fa parte della zona climatica D, con un valore di 1857 gradi giorno.
La stazione meteorologica più vicina è quella di Lamezia Terme.
| LAMEZIA TERME                      | Mesi  | Mesi  | Mesi  | Mesi  | Mesi  | Mesi  | Mesi  | Mesi  | Mesi  | Mesi  | Mesi  | Mesi  | Stagioni | Stagioni | Stagioni | Stagioni | Anno |
| LAMEZIA TERME                      | Gen   | Feb   | Mar   | Apr   | Mag   | Giu   | Lug   | Ago   | Set   | Ott   | Nov   | Dic   | Inv      | Pri      | Est      | Aut      | Anno |
| ---------------------------------- | ----- | ----- | ----- | ----- | ----- | ----- | ----- | ----- | ----- | ----- | ----- | ----- | -------- | -------- | -------- | -------- | ---- |
| T. max. media (°C)                 | 13,8  | 14,2  | 15,9  | 17,8  | 21,9  | 25,9  | 28,6  | 29,2  | 26,9  | 23,0  | 18,6  | 15,2  | 14,4     | 18,5     | 27,9     | 22,8     | 20,9 |
| T. min. media (°C)                 | 5,7   | 5,5   | 7,0   | 8,7   | 12,1  | 15,6  | 18,1  | 18,1  | 15,6  | 12,9  | 9,4   | 6,6   | 5,9      | 9,3      | 17,3     | 12,6     | 11,3 |
| Precipitazioni (mm)                | 92    | 105   | 91    | 68    | 45    | 18    | 17    | 15    | 39    | 103   | 111   | 120   | 317      | 204      | 50       | 253      | 824  |
| Giorni di pioggia                  | 10    | 10    | 8     | 9     | 5     | 3     | 2     | 2     | 5     | 8     | 10    | 11    | 31       | 22       | 7        | 23       | 83   |
| Umidità relativa media (%)         | 76    | 74    | 75    | 77    | 76    | 76    | 75    | 77    | 75    | 75    | 76    | 76    | 75,3     | 76       | 76       | 75,3     | 75,7 |
| Eliofania assoluta (ore al giorno) | 3,5   | 4,5   | 5,2   | 6,0   | 7,6   | 9,2   | 10,0  | 9,5   | 7,8   | 6,0   | 4,6   | 3,7   | 3,9      | 6,3      | 9,6      | 6,1      | 6,5  |
| Vento (direzione-m/s)              | W 4,9 | W 4,7 | W 4,8 | W 5,0 | W 4,5 | W 4,4 | W 4,3 | W 4,2 | W 4,1 | E 4,1 | E 4,2 | W 4,8 | 4,8      | 4,8      | 4,3      | 4,1      | 4,5  |

## Origini del nome
Mentre il nome antico del comune Castel Monardo deriva dalla fusione della parola castello con il nome proprio latino Mainardus (che a sua volta deriva dalla parola greca monon, che vuol dire "solo", e dalla parola latina ardum, che vuol dire "difficile") o (più probabilmente) da castello e dal nome proprio Meinardo, il nome attuale Filadelfia deriva dal greco e significa amore fraterno: per alcuni il nome aveva funzione benaugurale, mentre per altri si riferisce ai numerosi aiuti ricevuti dalla comunità dopo il terremoto o alla società illuminista dei Filadelfoi. Filadelfi erano infatti gli appartenenti ad una organizzazione carbonara diffusa nel meridione d'Italia. Secondo altri il nome è un chiaro richiamo all'omonima città della Pennsylvania di Filadelfia: a testimonianza di questo stretto collegamento si ricorda anche una visita in Calabria dello stesso Benjamin Franklin. "La Filadelfia calabrese fu concepita ancora più razionalmente da Giovanni Andrea Serrao, il vescovo liberale  di Potenza, figlio nativo di Castelmonardo e amico intimo di Gaetano Filangieri".

## Storia

### Castelmonardo
Prima del terremoto del 1783 il nome di Filadelfia era Castelmonardo.
Su questo insediamento si hanno poche notizie: riguardo alla fondazione vi sono opinioni discordanti (alcuni pensano che la fondazione risalga a prima dell'anno 1000 e attribuiscono questa agli abitanti della città di Crissa, che probabilmente si rifugiarono in quel luogo per sfuggire ai saraceni, altri invece credono si tratti di un presidio militare, ricorrendo all'etimologia del nome: Castel deriverebbe dal latino castrum che vuol dire fortezza mentre Monardo dalla parola greca monon che vuol dire solo e dalla parola latina ardum che vuol dire difficile, inoltre c'è chi ritiene che la città sia stata fondata da un gruppo di optimates o di dinasti provenienti da Ippona, infine lo storico François Lenormant sostiene che Castel Monardo tragga il suo nome dal cavaliere longobardo Monardo che probabilmente costrui nella zona un grande maniero nell'VII secolo). mentre la prima fonte scritta riguardante l'antico paese risale al 1056: sull'archivio della Diocesi di Squillace si cita il Castello del Mainardi, casato legato ai Normanni e giunto in Calabria precedentemente.
Successivamente diversi feudatari governarono il paese: ricordiamo tra questi, nel 1252, Pietro II Ruffo conte di Catanzaro, governatore delle Calabrie e viceré in Sicilia, Federico Lancia (regio vicario generale in Calabria e Sicilia; nel 1261), la famiglia Ruffo (fino al 1440) e infine Antonio Centelles (fino al 1445). In seguito, dopo una rivolta popolare, Alfonso V d'Aragona affidò il paese alla baronia del regio demanio. Il 22 aprile 1476 il paese fu dato ai fratelli Bartolomeo e Giovanni De Nobili ai quali susseguirono Antonio delle Trezze (1486), Antimo Savelli Cesarini (1504), Francesco delle Trezze (1505), ancora Savelli Cesarini (1517), Antonio II delle Trezze (1522).
Probabilmente il centro abitato contava all'incirca quattromila abitanti, divisi secondo una stratificazione sociale che divideva i cittadini in quattro classi: gentiluomini, civili, artefici e contadini. Gli abitanti del luogo usufruivano di collegamenti fluviali: molti torrenti, prima del terremoto, erano in superficie. Si sa inoltre che nel territorio di Castelmonardo vi erano dieci chiese ed un convento domenicano. Il paese era famoso, inoltre, per la possibilità, concessa da Carlo V nel 1534 di svolgere il mestiere di commerciante senza pagare alcuna tassa. Lo stesso Carlo V, vincitore dei francesi, entrò a contatto con la politica di Castel Monardo: destituì il feudatario francofilo De Tricio e nominò Ettore Pignatelli, la cui casata conservò la baronia fino al 1806, quando il feudalismo fu abolito da Giuseppe Bonaparte in favore del libero comune.
I primi eventi sismici nella zona in età moderna si verificarono nel 1659: questo causò l'abbandono di molte case da parte di nobili e facoltosi artigiani.
Il terremoto, che durò dal 5 febbraio al 29 marzo 1783 in più di duecento centri abitati della Calabria, determinò il totale abbandono del luogo e lo spostamento degli abitanti verso la poco distante zona del Piano della Gorna, dove ora sorge Filadelfia.
Dal 1970 al 1973 furono realizzati dai Gruppi Archeologici d'Italia dei sondaggi e degli scavi sulla collina di Castelmonardo.

### La ricostruzione

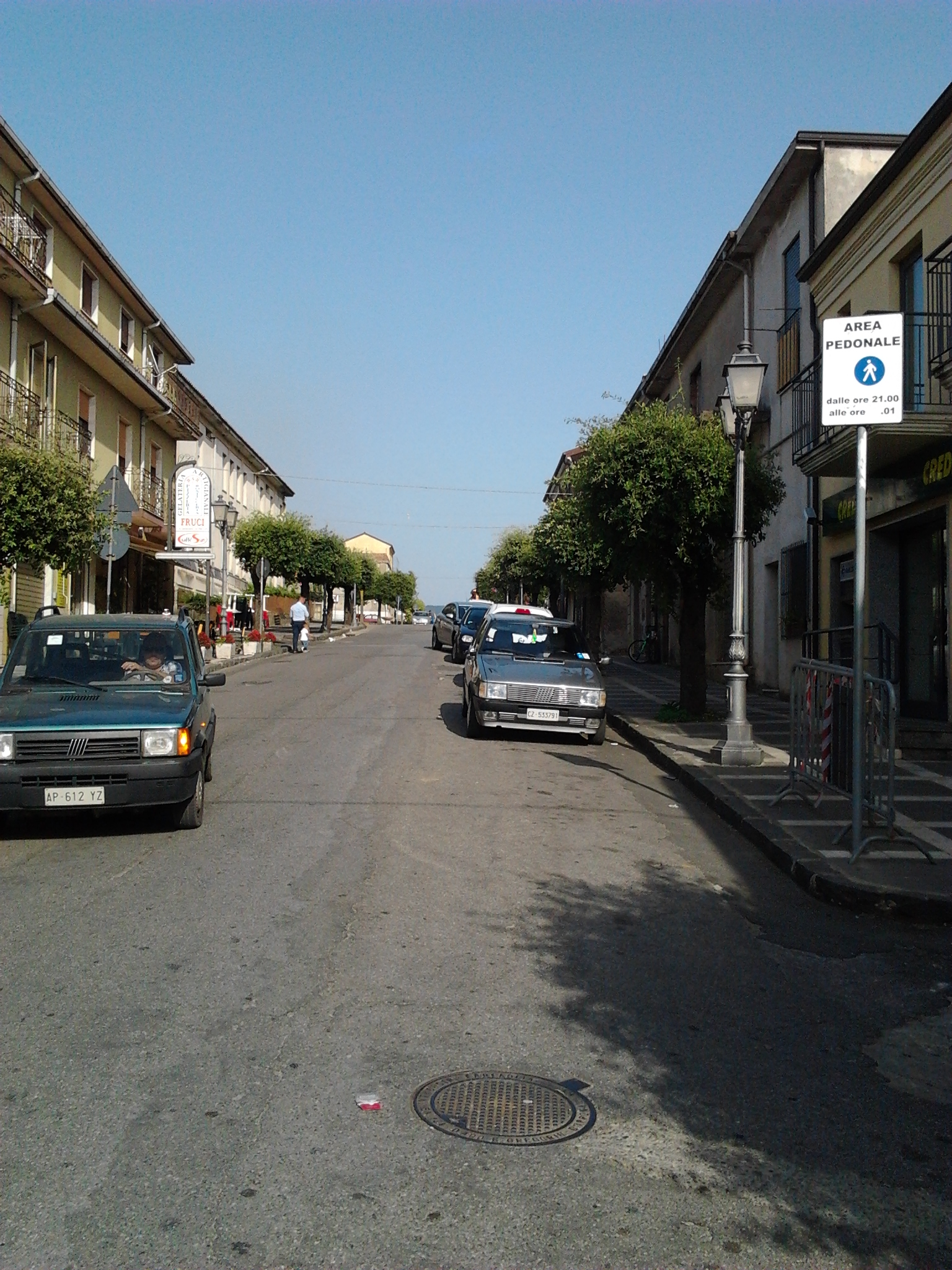
Corso Castelmonardo

Dopo il terremoto, che distrusse tutte le abitazioni di Castel Monardo tranne una piccola casa poco fuori dal centro abitato, gli abitanti con diritto di voto (quelli del I e del II ceto, quindi con l'esclusione dei contadini) decisero all'unanimità di porre la prima pietra per la costruzione di una nuova città proprio su quella casa. Le fu dato il nome di Filadelfia, per i motivi sopra citati.
L'assemblea fu tenuta il 16 aprile del 1783: lì nacque anche lo stemma di Filadelfia: due mani, di cui una guantata, che si stringono. Secondo molti la ricostruzione del paese fu realizzata, finanziata e coordinata dalla Massoneria. A conferma di questo, sempre secondo queste teorie, si possono trovare nell'atto della fondazione della città diversi simboli massonici, tra cui proprio quello dello stemma con le due mani, simbolo della Massoneria, il collegamento con la società dei Filadelfoi, l'appartenenza alla massoneria di Benjamin Franklin e Giovanni Andrea Serrao e lo schema urbanistico con il quale fu costruita la nuova città, di stampo tipicamente illuminista, a griglia, secondo una visione globale quadrangolare, che richiamo inoltre schemi greci e romani. Ancora oggi esso viene considerato un esempio rinomato delle concezioni filosofico-estetiche e urbanistiche del Settecento. La struttura urbanistica della città venne elaborata da due sopravvissuti al terremoto: Biagio Stillitano e Francescantonio Serrao.
Ad ogni cittadino, a seconda della classe sociale, venne affidato uno spazio nella nuova città. Dopo l'Assemblea dei Cittadini avvenne la cerimonia sacrale della fondazione della città: un aratro, trainato dai buoi, tracciò i confini della città, come, secondo la leggenda, a Roma. La città fu divisa in quattro aree, in seguito denominate rioni, che si possono ben identificare ancora oggi, su ognuna di queste quattro aree venne costruita una chiesa: di queste quattro chiese si parlerà successivamente. L'atto ufficiale della fondazione della città è documentato da Elia Serrao nella sua opera del 1785 De tremuoti e della nuova Filadelfia in Calabria.

### La Repubblica Universale di Filadelfia

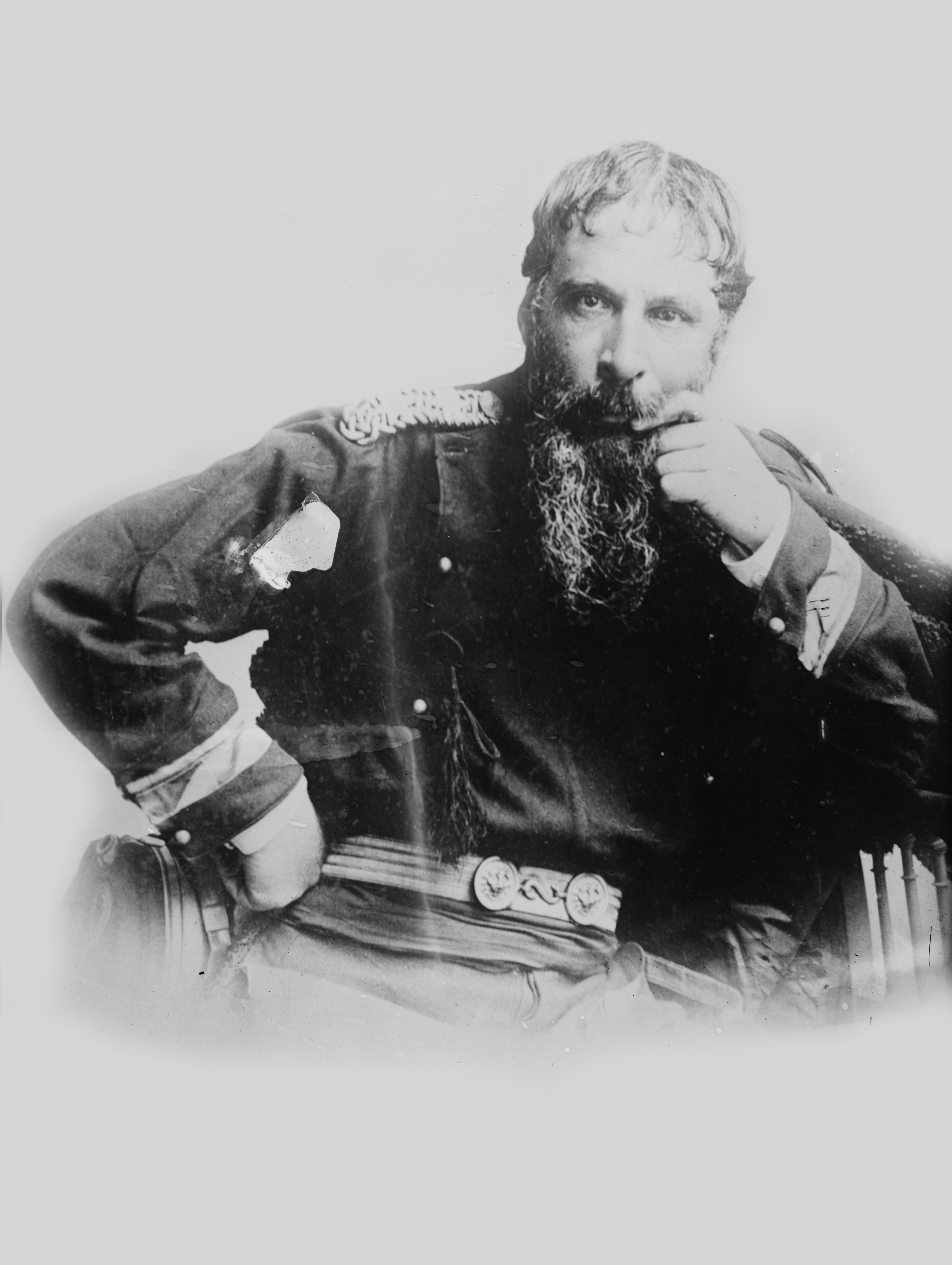
Ricciotti Garibaldi.

Dal 1860 a Catanzaro i principi del russo Michail Bakunin e di Giuseppe Mazzini vennero apertamente sostenuti da due intellettuali dell'epoca: Raffaele Piccoli e Giuseppe Giampà, quest'ultimo dirigeva il giornale La luce calabra. Entrambi avevano l'obiettivo di una celere presa di coscienza sociale da parte dei contadini e di una società libera da classi sociali e profonde disuguaglianze, dove, in uno Stato sotto forma repubblicana, tutti gli uomini fossero riuniti in un consorzio umano.
Giuseppe Giampà, il 28 febbraio 1868 approfittò dell'assenza del duca di Vastogirardi, prefetto di Catanzaro, assente per un trasferimento alla sede di Trapani, preparò un'insurrezione armata col sostegno di Ricciotti Garibaldi allo scopo di fondare la Repubblica Universale di Filadelfia. Reclutò uomini a Filadelfia, Curinga, Cortale e Maida.
Nei primi giorni di maggio i congiurati arrivarono in queste ultime due città mentre il 6 maggio 1868 giunsero a Filadelfia (si pensa che da questo avvenimento derivi l'espressione popolare filadelfiese fare l'otto maggio), scelta come sede del quartier generale per l'appoggio di alcuni garibaldini del luogo. Nel Palazzo Serrao fu posto il quartier generale: i proprietari del palazzo militavano nel fronte politico progressista e governavano la città con Bernardo Serrao.
In seguito venne coniata la nuova moneta repubblicana ed emesso uno statuto.
Arrivò, però, improvvisamente una truppa regia dal Timpone, una ripida salita della città: erano le ore sette dell'8 maggio 1868. L'arrivo celere causò la sconfitta dei congiurati: mancava il tempo a Ricciotti Garibaldi e a Giuseppe Giampà per organizzare una forma di resistenza. Vennero catturati ventiquattro soldati, tra cui lo stesso Giuseppe Giampà. Ricciotti Garibaldi trovò invece rifugio inizialmente in località Curti ma poi fu catturato a Pizzo e rinchiuso nel castello di Gioacchino Murat.

### Filadelfia oggi

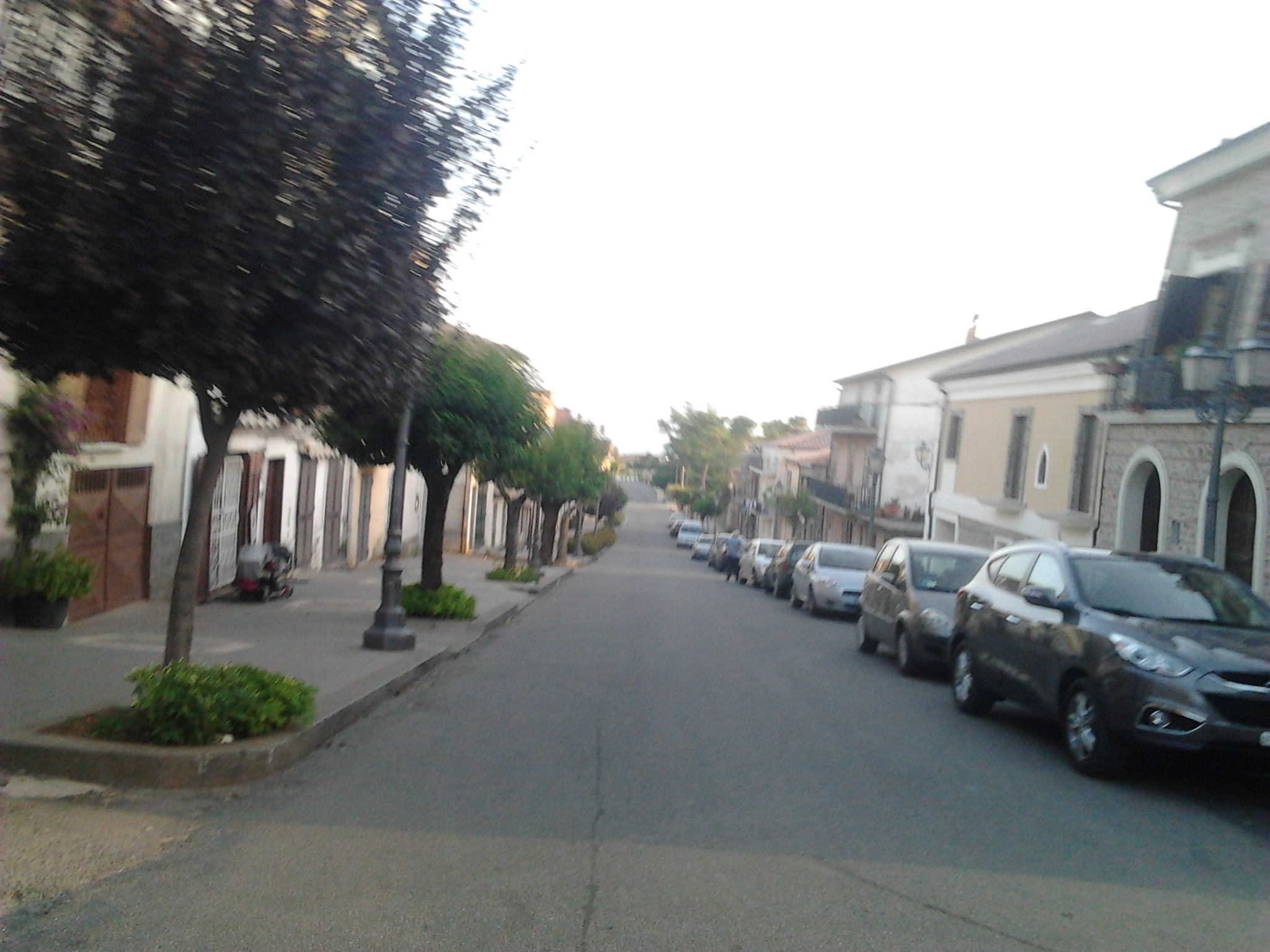
Corso Italia

Nell'ultimo secolo la città è cambiato soprattutto dal punto di vista economico: in molti hanno lasciato l'agricoltura in favore di altre occupazioni. Da sottolineare inoltre un grande spostamento da Filadelfia verso città più grandi e grandi centri industriali da parte di numerosi abitanti, sempre nel XX secolo.

### Simboli

Stemma di Filadelfia

#### Blasonatura stemma
Le due mani simboleggiano l'amore universale, le tre stelle sono di auspicio di progresso, le tre colline ricordano la distruzione sismica di Castel Monardo.

## Monumenti e luoghi d'interesse

### Architetture religiose

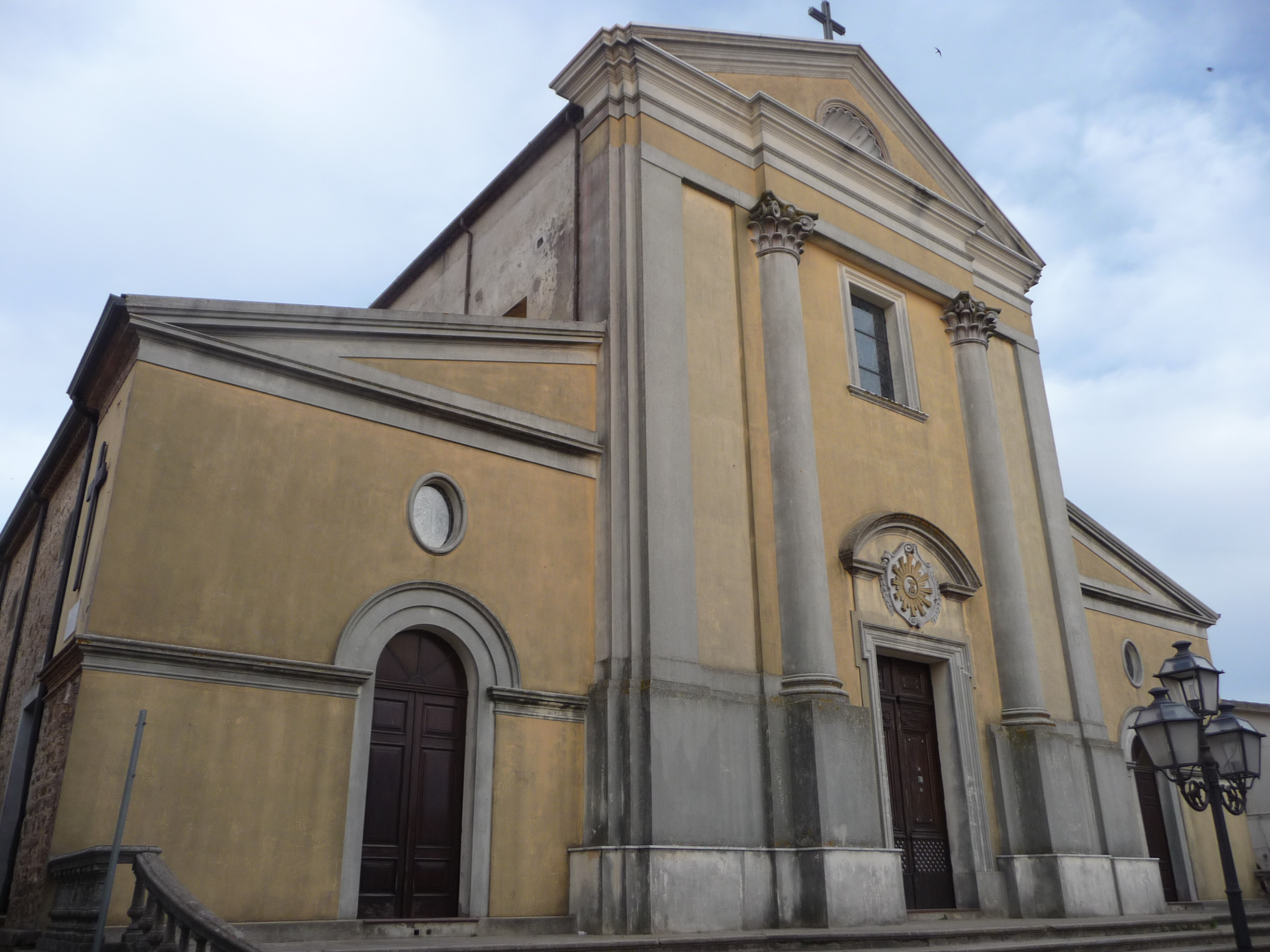
San Francesco di Paola

Nel territorio del comune di Filadelfia si trovano sei chiese cattoliche e una chiesa evangelica. Il disegno iniziale della struttura urbanistica di Filadelfia prevedeva quattro chiese, nei quattro rioni, in alcune piazzette poste nei pressi della piazza principale: Piazza monsignor Serrao. Questa disposizione era stata scelta, secondo alcuni, dai massoni, che probabilmente coordinavano l'opera di ricostruzione di Castel Monardo, per delineare la separazione, anche geografica, tra potere civile e potere religioso.
Le quattro chiese, da cui prendono nome i rioni in cui si trovano, sono:
- Chiesa di San Francesco di Paola
- Chiesa di San Teodoro[20]
- Chiesa di Santa Barbara
- Chiesa della Madonna del Carmine

Si trova inoltre un'altra chiesa nella frazione di Montesoro e una a sud del paese, la chiesa della Madonna delle Grazie, di costruzione più recente.

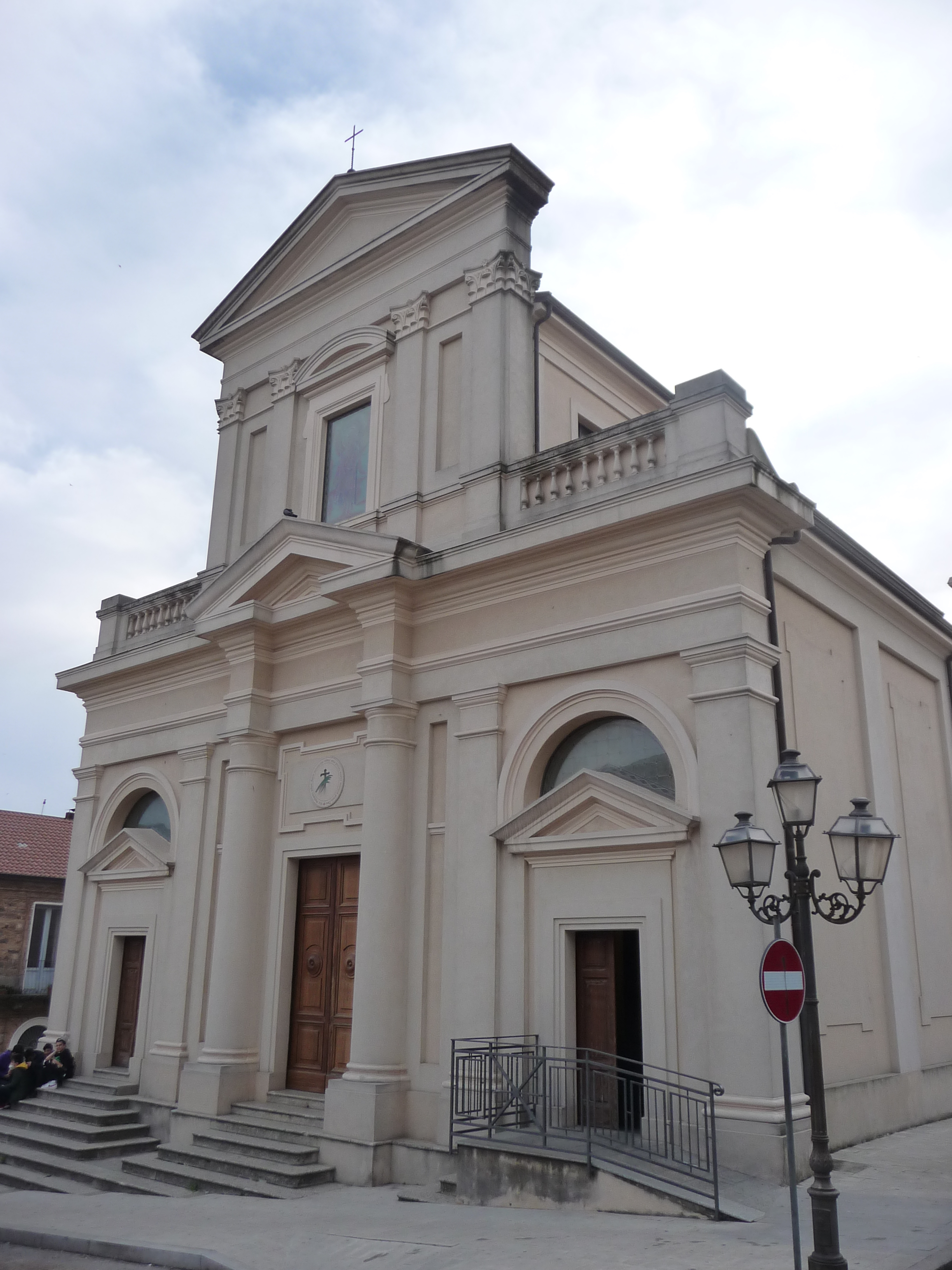
San Teodoro
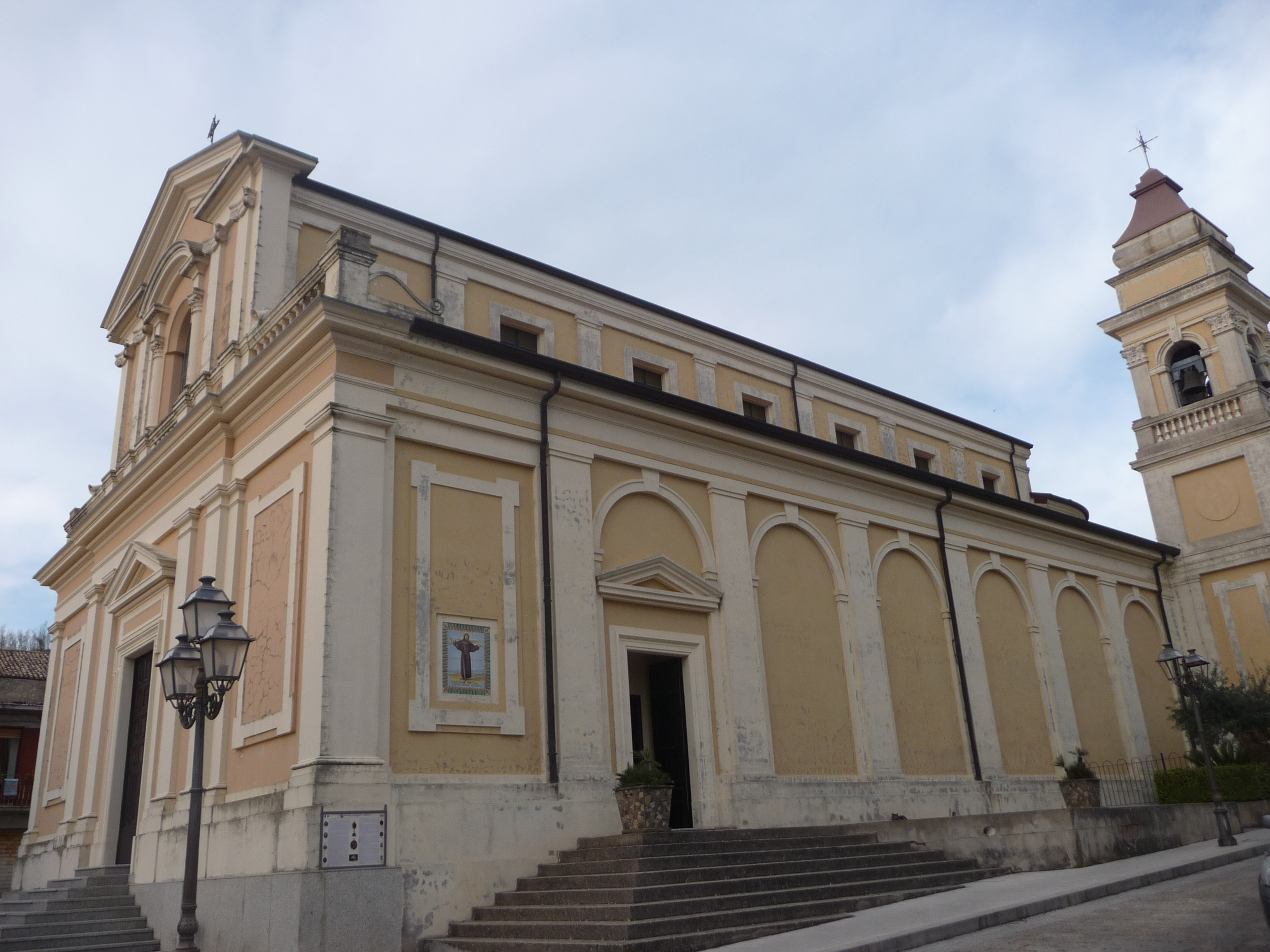
Santa Barbara
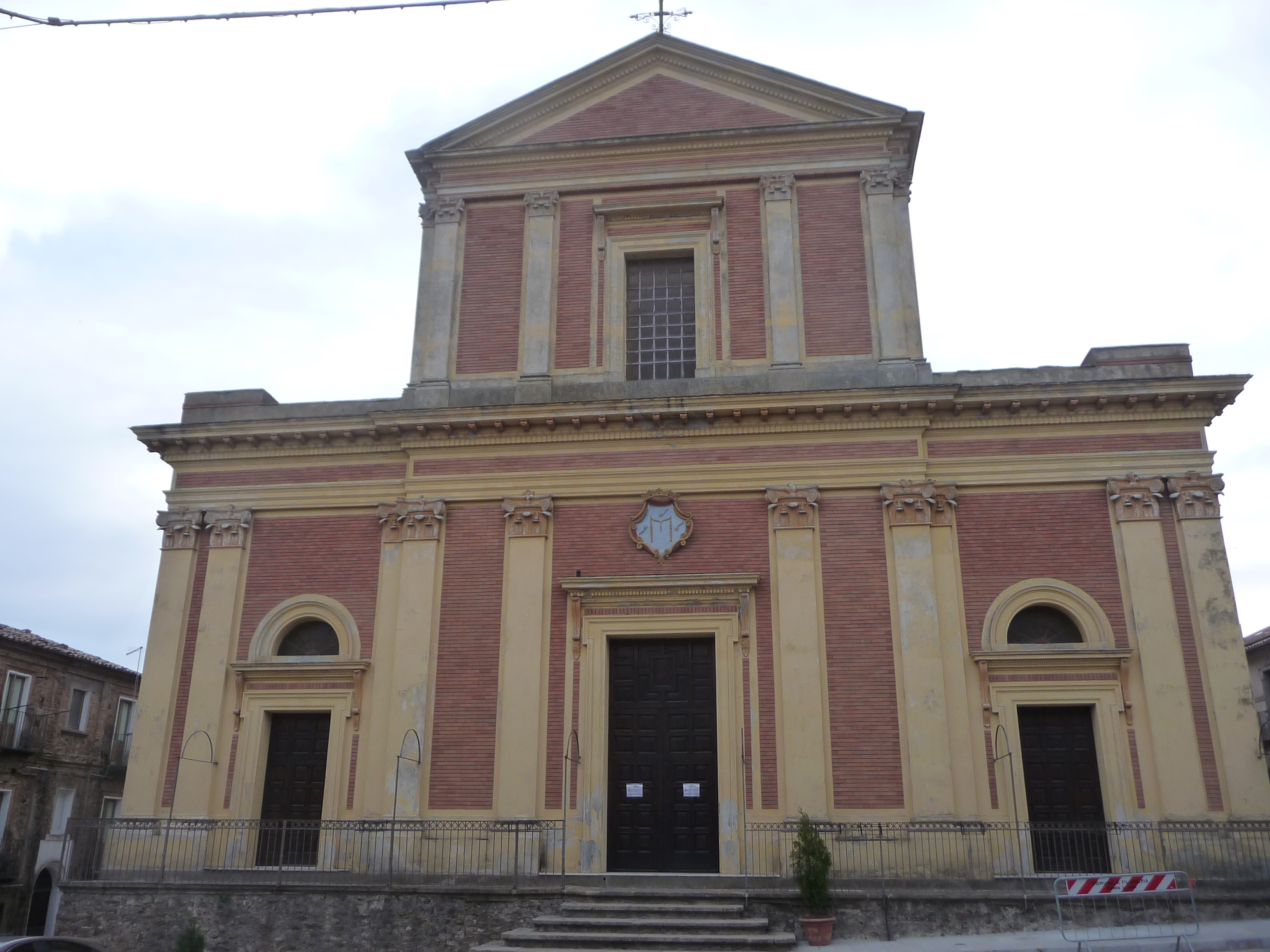
Madonna del Carmine

### Architetture civili

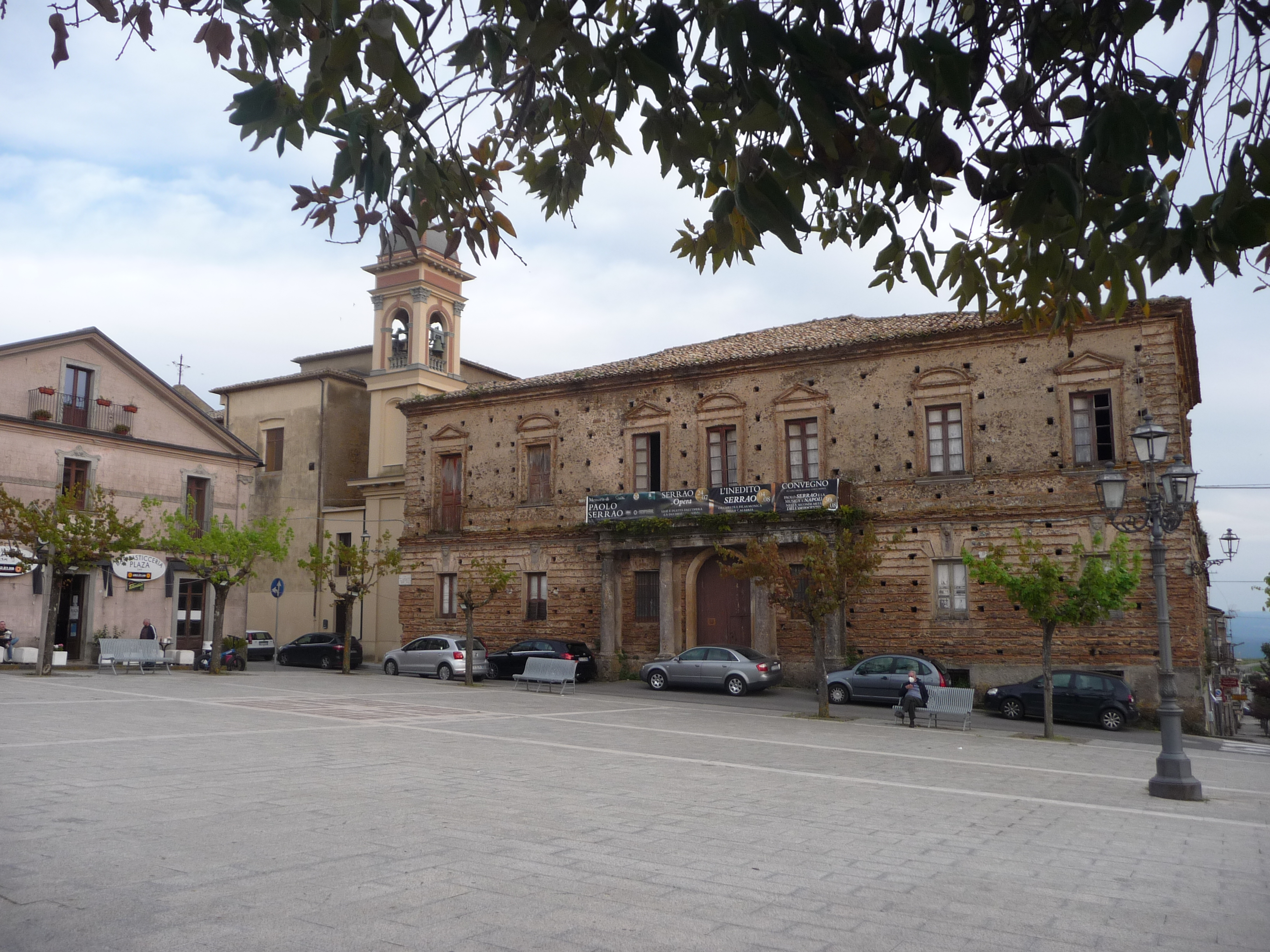
Palazzo Serrao dei Feliciani

#### Palazzi
Filadelfia, per il suo progetto iniziale, non dispone di molti edifici pubblici, sicuramente uno dei più importanti è il Palazzo Quattrocchi dove si trova la sede del consiglio comunale e nella facciata del quale si può ammirare un grande orologio ancora funzionante.

#### Fontane
Nel territorio comunale si trovano diverse fontane: la più famosa è senza dubbio quella chiamata Ficarazza, posta poco fuori dall'abitato, a nord del paese. Una leggenda narra che dalle sue tre figure scorrano l'acqua dell'oblio, l'acqua dell'odio e l'acqua dell'amore. La fontana fu costruita intorno al 1850.
Altre fontane si trovano fuori dall'abitato e nelle campagne mentre in Piazza monsignor Serrao si trova una piccola fontana di più recente costruzione.

## Società

### Evoluzione demografica
Abitanti censiti

### Etnie e minoranze straniere
Gli stranieri residenti nel comune sono 71 (27 maschi e 44 femmine) al 1º gennaio 2014. La comunità straniera più rappresentata è quella bulgara con 40 residenti che costituiscono il 58,82% del totale.

### Tradizioni, folclore ed eventi

#### Tradizioni legate alla religione
- La cumprunti, la domenica di Pasqua le statue di San Giovanni, di Maria Maddalena, di Maria Addolorata e di Gesù Cristo vengono poste in diversi punti del paese e poi portati a spalla facendo rivivere l'incontro di Gesù risorto con la madre: San Giovanni riferisce a Maria della resurrezione del figlio, ma lei non crede per diverse volte, fino a quando decide di seguirlo con Maria Maddalena. Nel momento dell'incontro a Maria viene tirato via il velo nero e le campane suonano a festa.[23]
- Il cammello: in occasione della festa di San Francesco di Paola (la prima domenica di agosto) si svolge la manifestazione del ballo del cammello accompagnato dal suono di alcuni tamburi. Probabilmente la manifestazione avveniva già nell'antica Castelmonardo nel XVIII secolo.[23]

#### Altre tradizioni
(Dal copione del carnivaletto)
Il carnivaletto è una festa profana che si svolge il martedì dopo carnevale. Ogni anno viene sceneggiata con copione fisso una recitazione in cui il personaggio principale, Carnivalari, muore dopo aver mangiato, sempre secondo il tradizionale copione, sette chili di polpette, sazissa (salsiccia), vinu russu (vino rosso) e due tighiedi e pasta chijna. Carnivalari, rappresentato con un fantoccio, viene portato in un finto corteo funebre pianto dalla popolazione e dalla sorella Coraijsima. Infine viene bruciato in un rogo.

#### I Giochi Rionali
Dal 1987 si tiene una competizione tra i quattro rioni del paese: i Giochi rionali. Nel corso degli anni i Giochi hanno assunto sempre più importanza, tanto da diventare evento fondamentale per il mantenimento di antiche tradizioni filadelfiesi e per riscoprire l'identità comune locale. I giochi che compongo la gara si differenziano ogni anno in piccoli particolari, tra i più importanti si ricordano il gioco dei ceppi, la corsa con i sacchi, il lancio dell'uovo, la corsa con l'uovo, la vozza, la pignata, il gioco della pasta, il tiro della fune, insieme a giochi più moderni quali il calcio e le bocce, oltre alla caccia al tesoro. Grande importanza ha assunto inoltre la presentazione dei quattro rioni nella prima serata.

#### Sagre
In estate spiccano due sagre del paese: la sagra delle patate e la sagra dei "favuocciula".

#### Produzioni locali tradizionali
Filadelfia è rinomata, soprattutto nella zona, per la tessitura artigianale realizzata con antichi telai a mano.

## Cultura

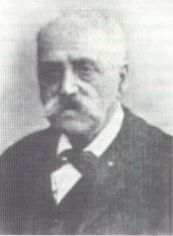
Paolo Serrao, musicista

### Biblioteche
Nel rione santa Barbara si trova una biblioteca comunale, ricostruita all'interno di una struttura che prima ospitava un carcere.
Musei
Il museo diffuso di Filadelfia è costituito da sei piccoli musei:
-Il museo della pietà popolare
-Il museo della grande guerra
-Il museo della tessitura tradizionale
-Il museo della società operaia di mutuo soccorso
-Il museo archeologico
-Il museo dei cammini
Antiquarium
Casa museo  Nicola Stillitano
Esposizione permanente di attrezzi da lavoro dell'artigianato filadalfiese

### Scuole
- Istituto Omnicomprensivo statale di Filadelfia, che comprende un Liceo scientifico, un istituto tecnico e tre scuole medie, situate a Filadelfia, Francavilla Angitola e Polia.[32]
- Scuola elementare di Filadelfia.

### Musica
Il paese è stato famoso, specie in passato, per la sua grande tradizione bandistica: erano infatti numerosissime le bande filadelfiesi, tanto che Filadelfia si meritò l'appellativo di Città della musica bandistica. Tra le bande più importanti ricordiamo la Super Banda, le bande del maestro Gugliotta del 1934 e del maestro Servello nel 1956. Nel 1957 nacque la Banda-orchestra Gugliotta, mentre nel 1978 si formò la Paolo Serrao. Oggi a Filadelfia sono presenti due bande: "A.M.P.A.S" e "DIAPASON".

### Cucina
La cucina filadelfiese corrisponde ovviamente in grande parte a quella calabrese. L'uso del peperoncino è molto elevato, come in tutta la Calabria, specie nella 'nduja della vicina Spilinga e in diverse pietanze.
La cucina tradizionale inoltre ha diversi elementi tipici come la zippula e i pomodori sott'olio.
Tipici del luogo sono i favuocciula: delle piccole fave essiccate, le quali vengono cotte nelle pignate, pentole di terracotta usate nella cottura dei cibi nel caminetto; vengono mangiate utilizzando a mo' di cucchiaio uno strato di cipolla rossa di Tropea.
Propri esclusivamente del paese sono i papatuli: dolci a base di farina e uova ricoperti di glassa di zucchero. Fanno parte di una tradizione religiosa e vengono offerti come ringraziamento per una presunta grazia: rappresentano la persona miracolata. Vengono spesso benedetti durante le feste di San Francesco e San Rocco.

## Geografia antropica

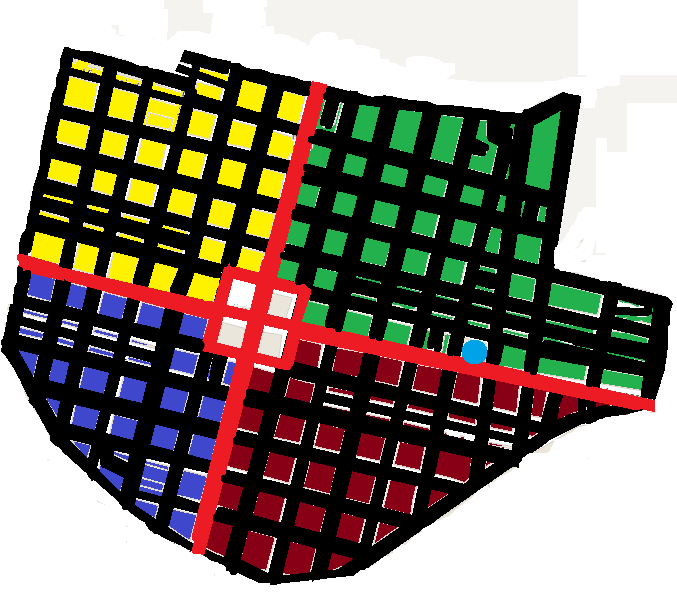
Mappa di Filadelfia suddivisa in rioni: Santa Barbara (giallo), San Teodoro (verde), San Francesco (blu) e Madonna del Carmine (rosso). Il quadrato centrale è piazza monsignor Serrao mentre il punto blu rappresenta la sede del comune.

### Rioni
La città è suddivisa, fin dalla fondazione, in quattro rioni, di estensione simile: 
- Il rione Santa Barbara, a nord-ovest, dove si trova la biblioteca comunale, e l'omonima chiesa. Nella parte di Piazza a cui fa riferimento il rione si trovano l'auditorium comunale e una fontana;
- Il rione San Francesco, a sud-ovest, dove si trova l'omonima chiesa;
- Il rione Madonna del Carmine, a sud-est, che ospita l'omonima chiesa;
- Il rione San Teodoro, a nord-est, qui si trova l'omonima chiesa e nella parte di Piazza che spetta al rione la statua memoriale della Vittoria, che ricorda le vittime delle Guerre d'indipendenza italiane.

### Frazioni e località
Filadelfia ha solo una frazione, Montesoro, situata a 318 metri s.l.m. a nord del territorio comunale e costituita da una chiesa con intorno un modesto nucleo abitativo.
Le località (o contrade), dove si trovano principalmente abitazioni di contadini o proprietari terrieri e dove si praticano le colture locali, sono invece 41: Agazzi Polioti, Baccolopane, Bretti, Buccerio, Caria-Piano Bosco, Castelmonardo, Chiusi, Croce, Cuturi, Dirupi, Donnacà, Dorinchi, Farni, Favello, Filadelfia Prato, Friechi, Giuli, Guanci, Lucente, Maiodi, Mellace, Molinello, Nucarelle, Palermi, Pantani, Peppazzi, Pietracola, Pietrasanta, Pilucchi, Pontenisi, Rozzo, Salinella-Aloisi, Sambrase, Scarro, Scendamo, Schiavelli, Schiocca, Targani, Tre Carlini, Zagaria.

## Economia

### Agricoltura
Una grande parte dell'economia di Filadelfia si basa sull'agricoltura, parte notevolmente più consistente prima del 1950, quando la maggior parte della popolazione abitava in case di campagna. Le principali colture locali sono di pomodori, olive (da cui, sempre nel luogo si ricava olio), patate e uva.

### Turismo
La città non rientra certamente tra le mete turistiche privilegiate dai visitatori ma viene comunque visitata soprattutto nel periodo estivo anche da turisti stranieri per la vicinanza al mar Tirreno e agli altopiani della Calabria centrale.
Il flusso maggiore avviene nel mese di agosto, quando la popolazione aumenta fino a 30 000 abitanti: il fatto si verifica non tanto per l'arrivo di turisti ma per il ritorno al paese natale di molte persone spostatesi spesso in giovane età in città più grandi.

## Infrastrutture e trasporti

### Strade
Il territorio comunale è attraversato dalle strade provinciali 1, 19, 37, 46, 91 e 145.

### Ferrovie
Il territorio del comune non è interessato da infrastrutture di rilievo. A circa 10 km dal centro cittadino si trova la stazione di Francavilla Angitola-Filadelfia, sita sulla tratta Eccellente - Tropea - Rosarno della Ferrovia Tirrenica Meridionale.

## Amministrazione
| Periodo        | Periodo        | Primo cittadino        | Partito                                        | Carica  | Note |
| -------------- | -------------- | ---------------------- | ---------------------------------------------- | ------- | ---- |
| 6 giugno 1993  | 27 aprile 1997 | Francesco Carchedi     | Democrazia Cristiana Partito Popolare Italiano | sindaco |      |
| 27 aprile 1997 | 13 maggio 2001 | Vito Francesco La Gala | L'Ulivo                                        | sindaco |      |
| 13 maggio 2001 | 29 maggio 2006 | Francesco De Nisi      | Partito Popolare Italiano La Margherita        | sindaco |      |
| 29 maggio 2006 | 16 maggio 2011 | Francesco De Nisi      | La Margherita Partito Democratico              | sindaco |      |
| 16 maggio 2011 | 5 giugno 2016  | Maurizio De Nisi       | Partito Democratico                            | sindaco |      |
| 5 giugno 2016  | 4 ottobre 2021 | Maurizio De Nisi       | Partito Democratico                            | sindaco |      |
| 4 ottobre 2021 | in carica      | Anna Bartucca          | lista civica "Coraggio Filadelfia"             | sindaco |      |

### Gemellaggi
- Alaşehir, dal 1972[37]
- Philadelphia, dal 1972[37]

Recentemente sono ripresi i contatti per istituire un gemellaggio con la città di Philadephia in Pennsylvania.

## Sport
Dopo il 2000 si è cercato di dare un grande impulso allo sport nella città, specie con la costruzione di diversi impianti sportivi nella zona sud del paese: un campo da calcio in erba sintetica, un palazzetto dello sport, un impianto bocciofilo, un campo da tennis e inoltre diversi campi da calcio a 5, anche nelle varie contrade che circondano l'area urbana.
La struttura più importante è senza dubbio il grande campo da calcio, tra i pochi ad essere adibito a competizioni calcistiche ufficiali della zona, e che quindi ospita diverse gare, principalmente quelle della squadra di calcio filadelfiese, la Nuova Filadelfia, società fondata nel 1993, che milita in prima categoria.
Filadelfia ha inoltre due squadre di calcio a 5, denominate Futsal Club Filadelfia e Filadelfia Cup, che militano rispettivamente in C2 e in Serie D. È presente anche una squadra di pallavolo femminile e maschile, la Filadelfia Cup Volley.